# Božena Benešová
Pour les articles homonymes, voir Benešová (homonymie).
Božena Benešová (née Božena Zapletalová à le 30 novembre 1873 à Neutitschein, Autriche-Hongrie, aujourd'hui Nový Jičín, République tchèque, et morte le 8 avril 1936 à Prague, Tchécoslovaquie) était une écrivaine austro-hongroise puis tchécoslovaque d'expression tchèque.

## Biographie

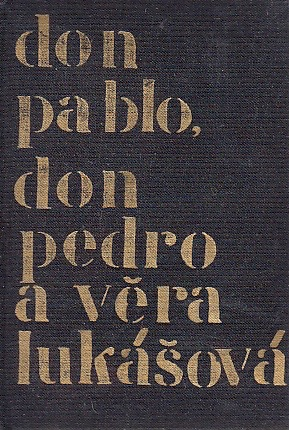
Don Pablo, Don Pedro a Věra Lukášová de Božena Benešová

Božena Zapletalová passa la majeure partie de son enfance à Ungarisch Hradisch - Uherské Hradiště et Napajedl, où elle rencontra Josef Beneš, qui fut son époux de 1896 à 1912, année au cours de laquelle ils divorcèrent, mais ils restèrent ensemble jusqu'à sa mort en 1933.
Božena Benešová fut très liée à l'auteure Růžena Svobodová (jusqu'à sa mort en 1920), qui l'aida à supporter son mariage et sa mélancolie, et qui l'encouragea dans l'écriture, notamment pour suivre une certaine discipline. Elles voyagèrent ensemble en Italie en 1903 et 1907.
C'est Růžena Svobodová qui lui présenta František Xaver Šalda (cs), un critique francophile qui eut une forte influence dans l'entre-deux guerres et qui est aujourd'hui considéré comme le fondateur de la critique tchèque moderne. Selon Marcel Cornis-Pope et John Neubeuer, « La romancière Marie Pujmanová, qui fut une amie intime de Benešová après la Grande Guerre, raconte que Benešová avait lu avec enthousiasme  Dostoïevski et Maupassant, mais que c'est sur les conseils de Šalda qu'elle en vint à admirer encore plus Flaubert » 
Lord de leur second voyage en Italie en 1907, Svobodová et Benešová furent accompagnées par Josef Svatopluk Machar. C'est aussi à cette époque qu'elle commença à travailler dans le journalisme, et ce n'est qu'en 1926 qu'elle assura sa sécurité financière en travaillant pour une union chrétienne de jeunes filles allemande, où elle dirigeait un camp d'été. Elle y jouissait d'une réelle popularité, et elle y rencontra des jeunes femmes à qui elle dicta le chapitre de son dernier livre, alors qu'elle était alitée et mourante.

## Œuvre
Božena Benešová prônait une prose psychologique pour aborder la vie bourgeoise et familiale avec scepticisme et ironie. Ses personnages luttent contre la solitude et l'égoïsme, et la plupart d'entre eux sont des jeunes urbains. 

## Adaptations
- 1939 : Věra Lukášová de Emil František Burian avec Jiřina Stránská, Rudolf Hrušínský, Lola Skrbková (cs), Zdeněk Podlipný (cs).
- 1986 : Povídka s dobrým koncem avec Ivana Chýlková (cs), Vlasta Fialová (cs), Radovan Lukavský (en), Oldřich Navrátil (en), Jaroslav Dušek (cs), Stanislav Zindulka (cs)